# 阿利巴格
阿利巴格（Alibag），是印度马哈拉施特拉邦赖加德县的一个城镇，同时也是该县的首府。总人口19491（2001年）。

## 人口
该地2001年总人口19491人，其中男性10137人，女性9354人；0—6岁人口2113人，其中男1137人，女976人；识字率78.61%，其中男性为82.28%，女性为74.63%。